# Erik Håkonsson

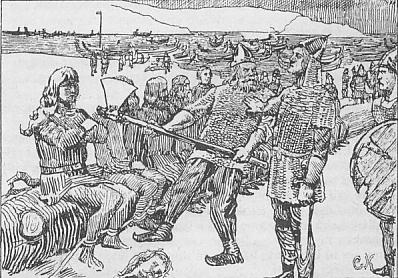
Sigurðr Búason wird von Erik Håkonsson nach der Schlacht bei Hjørungavåg verschont; auf einer historisierenden Darstellung von Christian Krohg.

Der Ladejarl Erik Håkonsson (norw. Eirik, anord. Eiríkr Hákonarson) Ladejarl (* um 964; † um 1024 in England) war von ca. 995 bis 1012 Jarl in Lade für Trøndelag und Hålogaland, von 1000 bis 1012 Herrscher von Norwegen unter der Oberherrschaft Sven Gabelbarts und von 1016 bis 1023 Jarl von Northumbria.

Die englischen Jarltümer

Sein Vater war Håkon Jarl Sigurdsson, seine Mutter ist nicht bekannt. Er war verheiratet mit Gyda, Tochter des dänischen Königs Sven Gabelbart und dessen Frau Gunhild Mieszcosdatter (oder Sigrid die Stolze).
Er nahm an zwei für die norwegische Geschichte entscheidenden Schlachten teil, aus denen er beidesmal als Sieger hervorging: Die Schlacht bei Hjørungavåg und die Seeschlacht von Svold. Dort war er Alliierter von Sven Gabelbart und dem Schwedenkönig Olof Skötkonung. Sie besiegten den norwegischen König Olav Tryggvason, und Erik Jarl wurde Herrscher über Nordnorwegen.
1014 zog er zusammen mit Knut, dem Sohn Sven Gabelbarts und späterer anglo-skandinavischer König Knut der Große, nach England und überließ Norwegen seinem Sohn Håkon Eriksson, aber bevor er nach Norwegen zurückkehrte, hatte bereits Olav der Heilige die Macht übernommen.
In England hieß er Eric av Hlathir, in Urkunden wird er auch Yric dux in lateinischen und altenglischen Quellen auch Yric, Yrric, Iric, Eiric og Eric. Die wichtigsten Quellen über ihn sind die Heimskringla von Snorri Sturluson, Fagrskinna, Ágrip, Knýtlinga-Saga, Historia Norwegiæ, Die legendarische Saga über Olav den Heiligen und Schriften von Odd Snorresson und Theodoricus monachus. Die angelsächsischen Quellen sind wesentlich geringer, aber ein wichtiger zeitgenössischer Beleg für die Person. Unter diesen ist die bedeutendste die Angelsächsische Chronik und das Encomium Emmae Reginae.